# Castel Telvana
Castel Telvana è una fortificazione che si erge sul versante del monte Ciolino, a nord della cittadina di Borgo Valsugana.
Sorto su una posizione strategica, il castello ebbe un'importante funzione di controllo della via romana Claudia Augusta Altinate.

## Storia
La costruzione di Castel Telvana risale all'Alto Medioevo e segue di poco la costruzione di Castel San Pietro.
Conoscendo le vicende storiche della Valsugana in particolare di Borgo Valsugana possiamo ipotizzare che nel luogo dove sorge ora il castello fosse già esistita una fortificazione romana.

Nella prima metà del Duecento il castello entrò in possesso dei Signori di Caldonazzo-Castronovo i quali, nel 1314, costrinsero il vescovo-conte di Feltre a concedere loro lo “Jus gladii” per la Valsugana. Da questo momento il castello divenne sede di giurisdizione al pari dei vicini San Pietro e Ivano. Nel 1331, Rambaldo di Castronovo, nipote del Signore di Caldonazzo acquistò la giurisdizione di San Pietro e la aggiunse a quella di Telvana, con lo scopo di creare un “feudo cuscinetto” nella Valsugana. 
A questo scopo egli ricostruì e ampliò il castello, dotandolo di cortine murate su gran parte del dosso sul quale sorgeva. Il castello venne ricostruito e abbellito nel 1385 dopo essere stato assediato e squassato dai bombardamenti da parte di Antonio della Scala; esso divenne così la fortezza più importante della Valsugana.

Nel 1412 morì Siccone proprietario del castello, al quale succedette il figlio Giacomo; egli dovette scontrarsi con il duca d'Austria, Federico IV detto “il Tascavuota”.
Nel 1412 il duca, approfittando dell'assenza di Giacomo da Telvana assediò il castello costringendo Lesina di Castelbarco ad arrendersi.
Dal 1462 il castello passò in mano a vari signorotti atesini tra cui l'Arciduca d'Austria Sigismondo Welsperg il quale nel 1526 in seguito ad un attentato rinforzò le difese del maniero. I Welsperg rimasero a Telvana fino al 1632, quando Sigismondo V, gravato dagli ingenti debiti vendette la Giurisdizione di Telvana e altri possedimenti lì attorno.

Nel 1662 la proprietà passò definitivamente ai conti Giovanelli di Venezia e nel 1788 fu dato in permuta al comune di Borgo Valsugana.
Secondo la versione popolare, una volta abbandonato, il castello venne preso d'assalto a furor di popolo, invece, secondo la realtà storica sembra che lo smantellamento del maniero sia stato ordinato dalla stesse autorità imperiali. Il castello non più abitato e per la maggior parte demolito venne acquistato dai baroni Hippoliti, i quali non fecero nessun intervento di restaurazione. Altri danni furono causati dai numerosi episodi bellici che coinvolsero la Valsugana.

Nel 1913 la Commissione Centrale Austriaca per la Conservazione dei Monumenti aveva approvato un progetto di consolidamento del castello che non venne mai eseguito. 
Nel 1940 venne acquistato dai Battisti di Telve i quali nel 1965 lo vendettero all'avvocato Ugo Simonetti di Mestre.

## L'architettura
Il castello si divide nel Castello superiore e Castello inferiore; in quest'ultimo si innalzano le mura a protezione del castello, mentre nel primo (il nucleo primitivo) risalente al XIII secolo, si erge un complesso raggruppato attorno ad una torre di vedetta quadrata: di 25 metri di altezza e appena 5,30 metri per lato. Questo campanile ha come rinforzi due contrafforti a spina, a nord uno zoccolo a scarpa e un'unica entrata, la porta romanica a ovest.
Nella parte occidentale (verso Trento) delle mura si trova l'ingresso originale al castello (fortificato dai Castelnuovo e nel XVI secolo dai Welsperg).

## Il castello

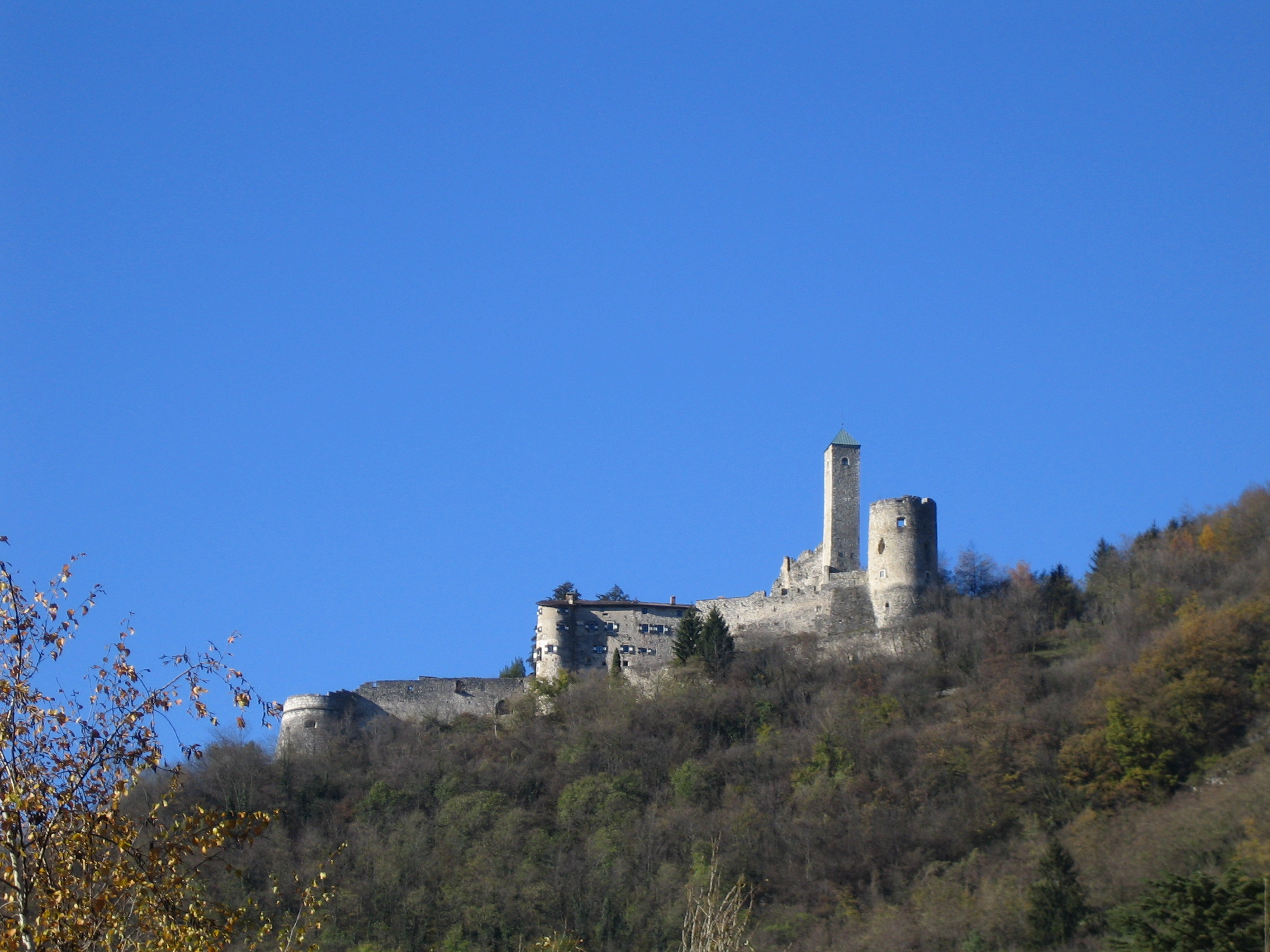
Castel Telvana

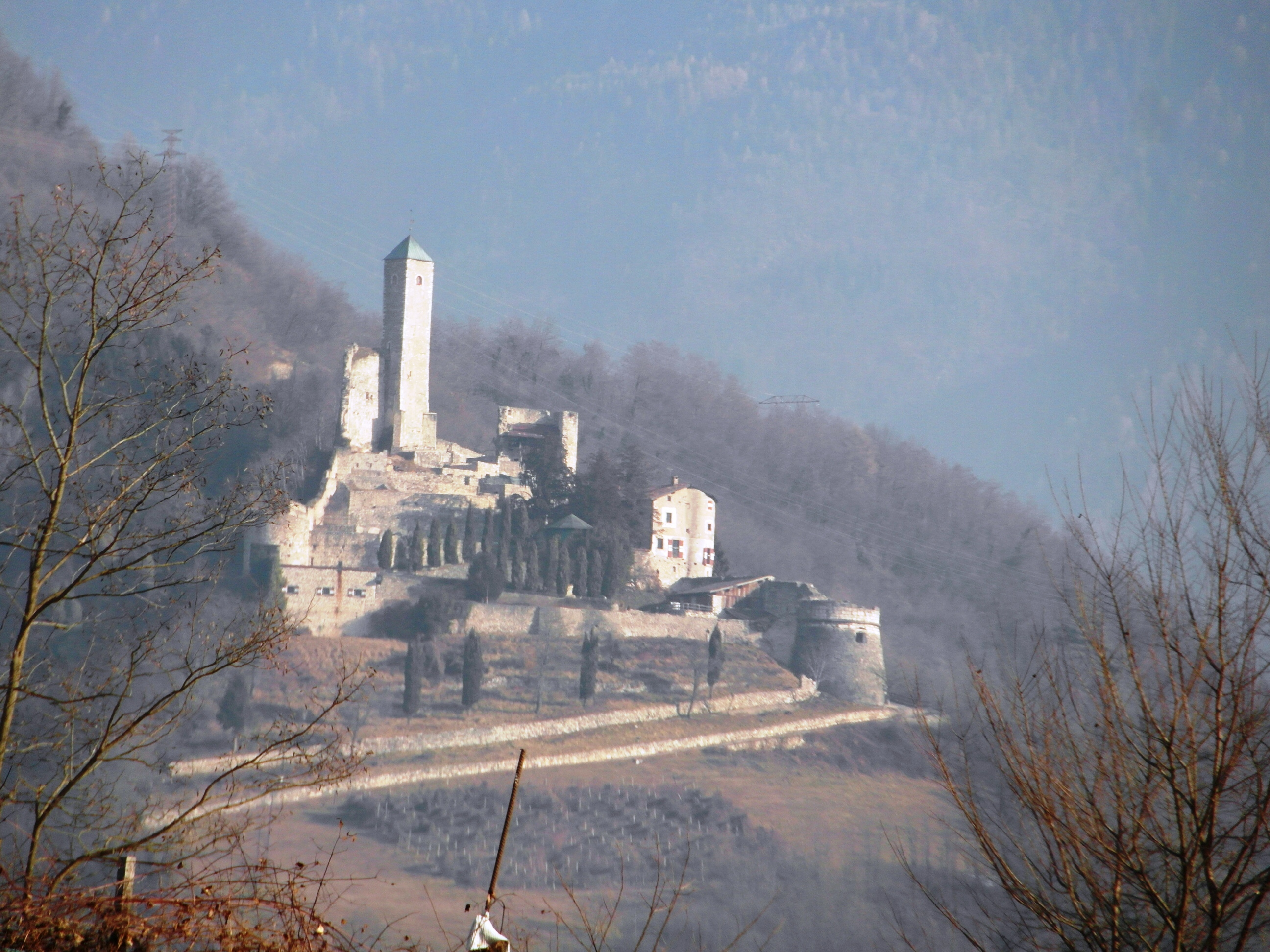
Il castello visto dalla strada statale

Il castello non è visitabile all'interno, si può percorrere il perimetro esterno seguendo le mura oppure osservandolo dall'alto, da una posizione più a monte. Quanto rimane è solo una minima parte di ciò che era in passato nel periodo del suo massimo splendore (XVI-XVII secolo). Esso presenta una forma irregolare trapezoidale con la base orientata a sud e il lato corto a nord. Osservando la pianta si riconoscono i due castelli: quello superiore costruito in epoca medievale e quello inferiore risalente al 1400-1500 con funzione militare. Della parte superiore è rimasta intatta la torre di guaita a pianta quadrata, alta 25 metri, con la base tagliata obliquamente e rinforzata da robusti barbacani. Questa si erge nella parte più alta della cresta rocciosa a ridosso dell'alta e potente muraglia, tutto ciò che rimane del primo palazzo baronale. Fino al XVI secolo il castello appariva protetto su tutti i lati da un'alta cortina muraria, resto della fortificazione medievale.
L'unico tratto superstite delle mura medievali è quello a nord-ovest. Su questo segmento di cortina è ancora in piedi un contrafforte. Alla base del muraglione una porta arcuata, ora murata, presenta incisa la data 1673. Da questo punto le mura portano alla torre circolare posta a difesa dell'antico ingresso che immetteva direttamente sulla Via Claudia Augusta Altinate. Un ponte levatoio, ora scomparso completamente, un rivellino con antemurale e un cavalcavia completavano il sistema difensivo dell'entrata al castello. L'altro tratto di muraglia che collegava la torre quadrata con il torrione semi cilindrico è crollato ai primi del Novecento. Punto cardine dell'organismo di difesa del castello inferiore è il massiccio torrione troncoconico detto dei Gasperetti. Una seconda muraglia bassa e lunga che cinge il castello sul lato sud-ovest collega il grosso torrione al sistema difensivo dell'antico ingresso. Dei due palazzi, il superiore e l'inferiore costituenti la residenza dei dinasti di Telvana, è rimasta in piedi ed è tuttora abitato il Palazzo inferiore. 
Del grande palazzo baronale superiore, ricostruito dai Welsperg tra il XV e il XVI secolo, rimangono in piedi solo un tratto della cortina di nord-ovest e le tracce delle murature di base. Sulla facciata interna del palazzo inferiore sono ancora leggibili dei dipinti murali con gli stemmi delle varie famiglie: Casa d'Austria, dei conti del Tirolo e dei Welsperg. Nel cortile interno possiamo trovare una rustica vera da pozzo risalente al XV secolo e un cippo miliare romano. In una stanza del primo piano del torrione-palazzo c'è un affresco con dipinto uno stemma, un cervo, un guerriero con armatura di ferro e una croce. Nel torrione, oltre a questa, ci sono altre tre stanze più la muda, ovvero la prigione del castello.
Il castello è proprietà privata, e non è visitabile all'interno. All'esterno invece è visitabile, e si può raggiungere tramite il caratteristico "Sentiero dei Castelli", che da Borgo Valsugana porta, passando per l'appunto davanti a Castel Telvana, all'abitato di Telve di Sopra. Dal prato sotto al castello vengono fatti partire ogni anno i fuochi d'artificio al termine della famosa gara ciclistica Coppa d'Oro.